# Meister der Georgsgilde in Mecheln

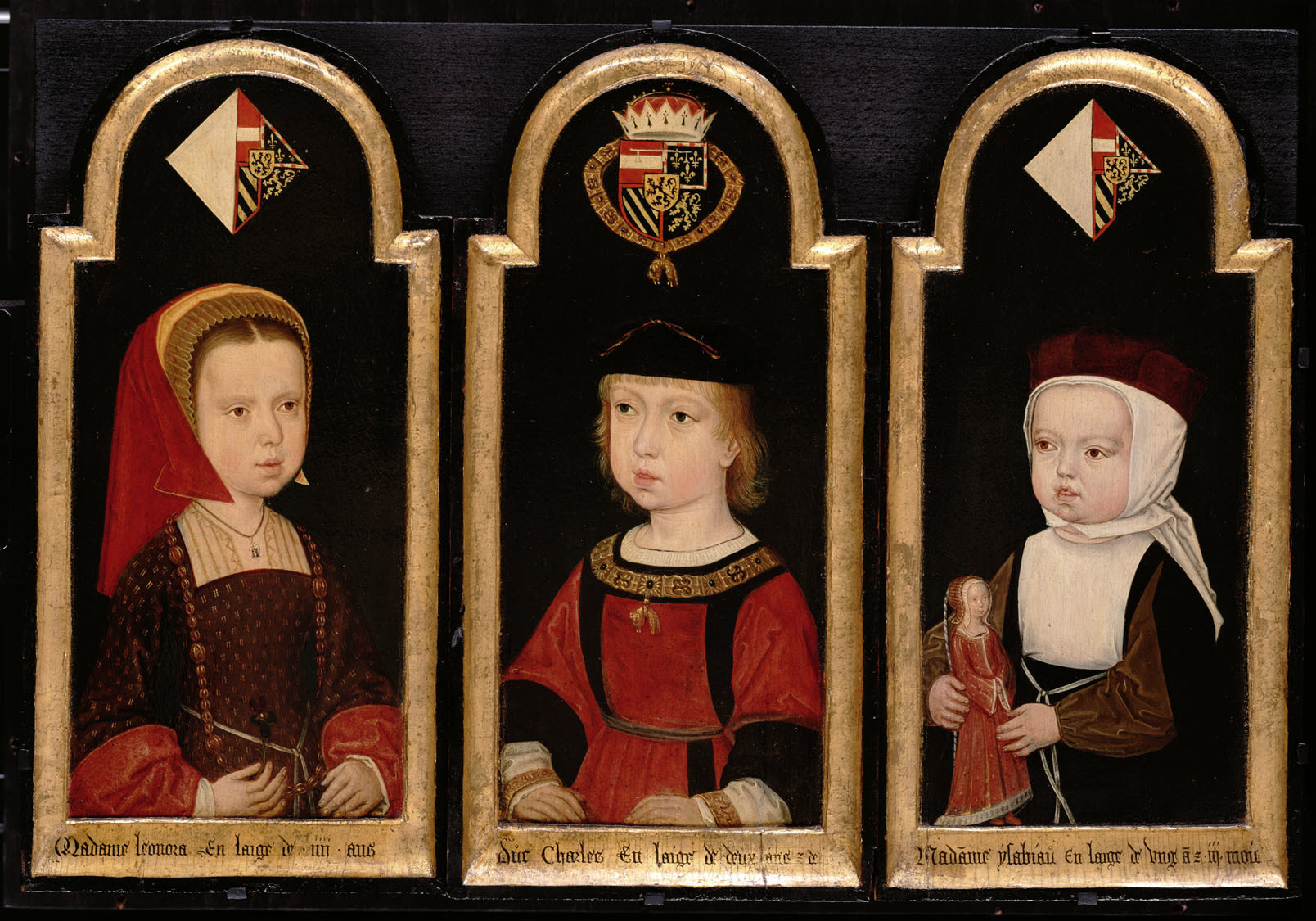
Meister der St. Georgsgilde (zugeschrieben): Kaiser Karl V. als Zweijähriger zusammen mit seinen Schwestern Eleonore und Isabella. (1502)

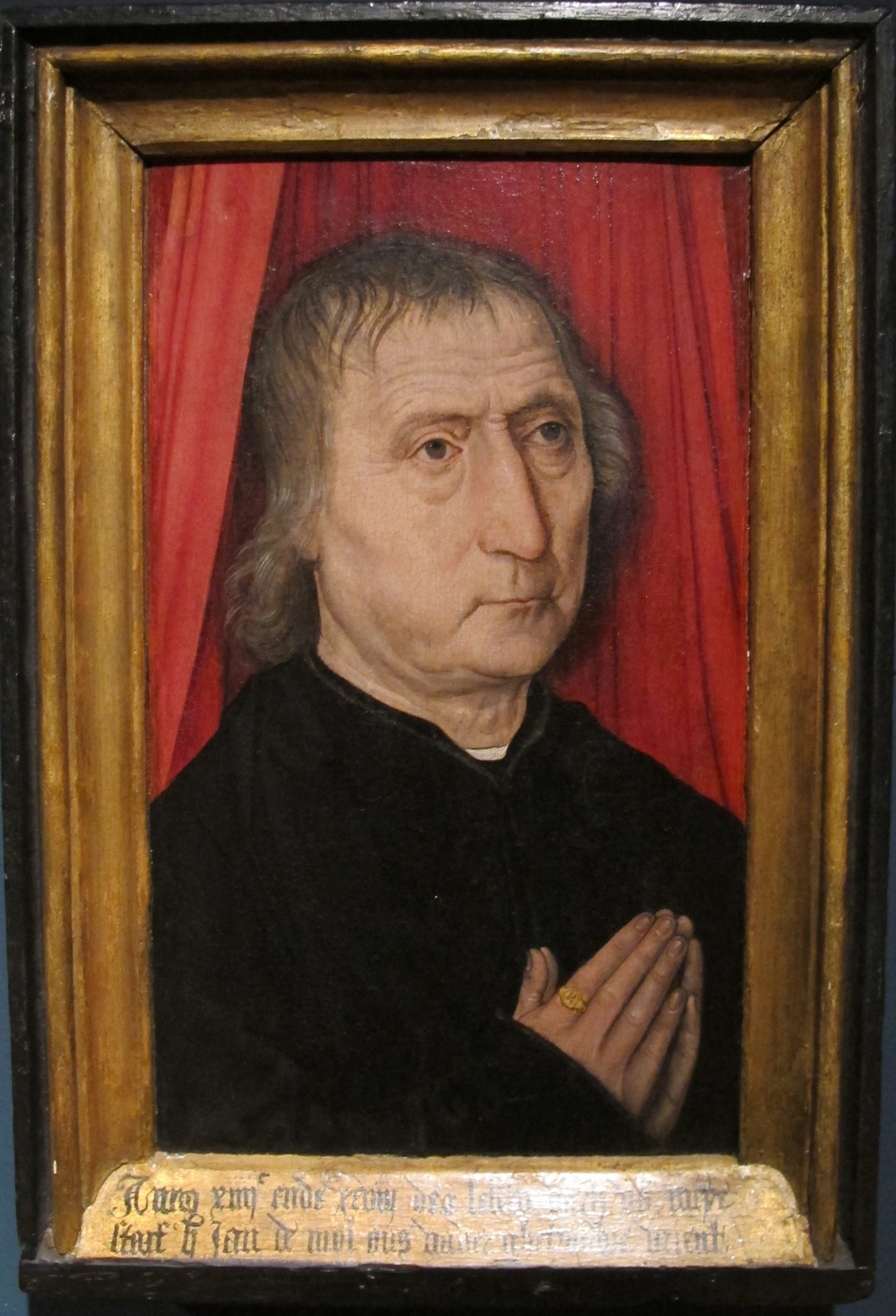
Meister der St. Georgsgilde (zugeschrieben): Jan de Mol. Um 1500

Als Meister der Georgsgilde in Mecheln oder Meister der St. Georgsgilde wird ein niederländischer Maler bezeichnet, der um 1500 als Porträtmaler tätig war.

## Namensgebung
Der namentlich nicht bekannte Meister der St. Georgsgilde erhielt seinen Notnamen nach einem großformatigen Gruppenporträt, das die Mitglieder der Sint-Jorisgilde (Georgsgilde) der niederländischen Stadt Mechelen (deutsch ‚Mecheln‘) darstellt. Es zeigt die Mitglieder dieser Bürgervereinigung zusammen mit ihrem Patron, dem Heiligen Georg. Das Bild befindet sich heute im Königlichen Museum der Schönen Künste in Antwerpen.

## Werke
Neben dem namensgebenden Bild der Bürgervereinigung werden dem Meister der St. Georgsgilde noch einige wenige andere Porträts zugeschrieben. So hat er wahrscheinlich ein um 1502 entstandenes kleinformatiges Holztäfelchen mit dem Bild des zukünftigen Kaiser Karl V. (1500–1558) gemalt, das diesen als Zweijährigen zeigt und das dreipassförmig geschlossen zwei weitere Täfelchen mit den Bildern seiner Schwestern Eleonore (1498–1558) und Isabella (1501–1525) zeigt. Weiter werden dem Porträtkünstler zwei gleichartige Holztäfelchen zugeschrieben, ein Diptychon, das den Sohn Maximilians I. von Habsburg und zukünftigen spanischen König Philipp I. den Schönen (1478–1506) als Sechzehnjährigen und seine Schwester Margarethe im 14. Lebensjahr zeigt. Die Porträts finden sich heute in der Gemäldegalerie der Habsburger des Kunsthistorischen Museums in Wien.

## Der Meister als Porträtmaler
Personendarstellungen in der Malerei des Mittelalters waren weitgehend Heiligenbilder und dann in der Spätgotik vor allem in den Niederlanden auch Porträts von Stiftern und kirchlichen Würdenträgern. Als ein aufkommendes eigenes Genre beginnt die Porträtmalerei dann in der Renaissance die naturalistische und individuelle Darstellung des Individuums. Es werden Porträts für wichtige politische Adelige aber auch bürgerliche Würdenträger und Privatpersonen gemalt. In den Niederlanden entstehen auch die ersten Gruppenporträts bürgerlicher Vereinigungen. Der Meister der St. Georgsgilde und sein namensgebendes Werk sind ein Beispiel eines selbstbewussten Auftragswerkes solcher Gruppen. Die Kinderporträts des Meisters und ihre Darstellung eines zukünftigen Königs oder Kaisers sind um 1500 jedoch noch eine Besonderheit und lassen die Vorstellung aufkommen, dass der Meister der St. Georgsgilde zumindest zeitweise als ein höfischer Porträtmaler der Frührenaissance für die aufkommende Habsburgerdynastie tätig war. Wie in der Gemäldegalerie der Habsburger im Kunsthistorischen Museum in Wien zu sehen, befindet er sich damit am Beginn einer Reihe von Malern, die den ununterbrochenen Machtanspruch dieser Familie dokumentieren sollten und die später auch Maler wie Rembrandt und Velázquez dafür vereinnahmen konnten. Familienbilder und eben auch Kinderbilder unterstreichen den ununterbrochenen Willen und die Vorbereitung einer Bereitschaft zum Herrschen und dokumentieren deren Familienverbindungen.

## Identifizierung
Eventuell ist der Meister der St. Georgsgilde identisch mit dem Maler Baudouin van Battel, der gegen Ende des 15. Jahrhunderts in Mechelen nachweisbar ist und der als offizieller Maler der Stadt für diese Wappenschilder und wohl auch einige der teilweise heute noch erhaltenen Porträts der Honoratioren der Stadt und ihrer Bürgerveinigungen malte. Auch auf diesen Bildern dokumentiert sich die Darstellung weltlichen Ansehens, von Macht und Reichtum der Stadt und ihrer Bewohner.